# Virgen-völgy
A Virgen-völgy, németül: Virgental egy nyugat-keleti futású alpesi völgy Kelet-Tirolban, azaz Ausztria Tirol tartományának Lienzi járásában, a Magas-Tauern hegyvidékén, a Großvenediger csoportjában. Kelet-Tirol magashegyi fő völgyeinek egyike, az Umbal-völgy folytatása. Délen a Lasörling-hegycsoport választja el a vele párhuzamos Defereggen-völgytől. A Virgen-völgyben az Isel-patak folyik, a völgy az 1500 m magasan fekvő Umbal-vízeséseknél kezdődik, és a Tauern-völgybe fut ki, Matrei in Osttirol községnél, 934 m magasságban. A Magas-Tauern Nemzeti Park területén fekszik, természeti értékei védettek.

## Földrajzi fekvése
Nyugat-keleti lejtésű alpesi völgy Kelet-Tirol északi részében, mely a 3657 m magas Großvenediger hegycsoportjától délre húzódik. A völgy teljes területe Prägraten am Großvenediger község közigazgatási területéhez tartozik. A Isel patak, amely a Magas-Tauern főgerince alatt ered, először a magashegyi Umball-völgyön át folyik az 1500 m magasan fekvő Umball-vízesésekig. A Virgen-völgy az Umball-völgy alsó végénél, a látványos Umball-vízesések alatt kezdődik, a Ströden tanyánál. (A Ströden tanya Prägraten község nyugati frakciójához, Hinterbichl településhez tartozik). A Virgen-völgy az Isel patak középső folyását képezi, az Umball-vízesésektől le Matrei in Osttirol-ig. A Virgen-völgyi szakaszán az Isel patakba több mellékvizet felvesz, köztük a Maurer-gleccserpatakot (mely Strödennél torkollik az Isel-be) és a Dorfer-patakot. A völgy alsó végén, Matrei községnél az Isel-patakba északról betorkollik a Tauern-völgyből érkező Tauern-patak. Az egyesült patak az Isel-völgyben folyik tovább Lienzig, ahol az Isel a Dráva folyóba ömlik.
A Virgen-völgyet délről a Lasörling-hegygerinc határolja, melynek legmagasabb csúcsa a 3098 m magas Lasörling-csúcs, Prägraten község központja fölött. A Lasörling-gerinctől délre a szomszédos nagy alpesi völgy, a Defereggen-völgy húzódik, mely a Staller-nyeregtől fut le az Isel-völgybe. A Virgen-völgy legszűkebb pontja az Isel-szurdok (Iselschlucht), ahol a patak 1300 méternél magasabb sziklafalak közé szorul.
A Virgen-völgybe torkolló északi mellékvölgyek, a Großvenediger-csoportban, felülről lefelé: az Umbal-völgy az Umbal-vízeséseknél, a Maurer-patak völgye Strödennél, a Dorfer-völgy Hinterbichl-nél, a Timmel-völgy Prägraten községnél és a Großes Nil-völgy Obermauern falunál. A völgy déli mellékvölgyei a Lasörling-gerincen, felülről lefelé: a Daber-völgy (az Umbal-völgynél), a Großbach-völgy és Kleinbach-völgyek, a Lasnitzen-völgy, a Zopatnitzen-völgy, a Mullitz-völgy és a Steinkaas-völgy.

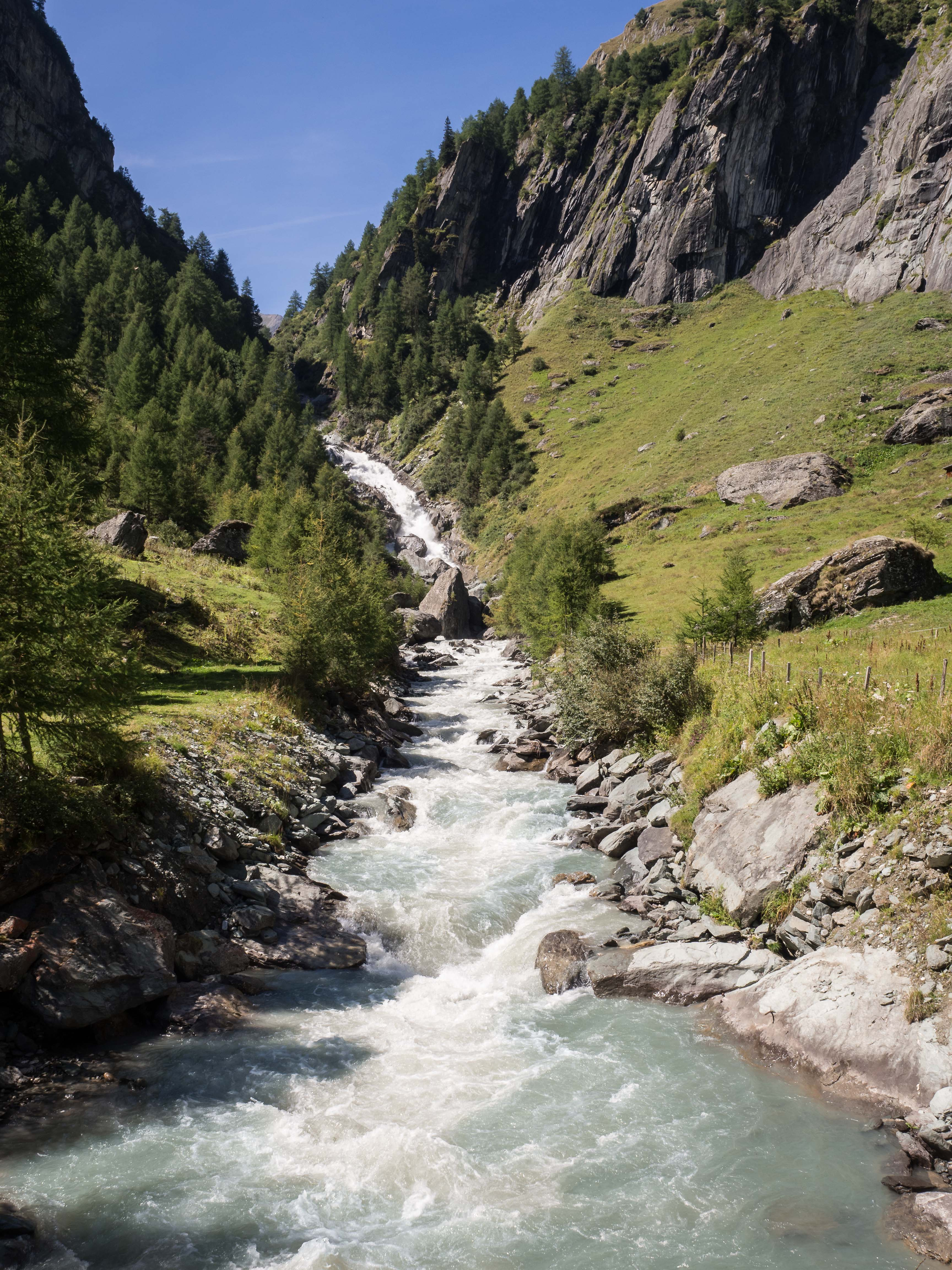
Az Umbal-völgy

## Települések, gazdaság
A völgy egyetlen önkormányzata, közigazgatási központja Prägraten am Großvenediger község, melynek alárendelt részei a Virgen-völgy egész hosszában elszórva fekszenek. Felülről lefelé (azaz nyugatról kelet felé) haladva: Ströden, Hinterbichl, Bichl, Prägraten am Großvenediger, Wallhorn, Bobojach, Welzelach, Obermauern, Niedermauern, Virgen, Virgen-Mitteldorf, Zedlach, Guggenberg és Ganz frakciók.
A völgytalpon hagyományos gabonatermelést és legeltető állattenyésztést folytatnak. A hegyi legelőkön alpesi marhatenyésztés, tejtermék- és takarmánytermelés (Almwirtschaft) folyik.

## Turizmus, sport
A Virgen-völgy a Magas-Tauern Nemzeti Park része, természeti képződményei, élővilága védelem alatt áll. A völgyet hegymászók használják a Großvenediger felé induló túrák támaszpontjaként. Az Umbal-vízesések – zuhatagok, sellők, vízlépcsők változatos együttesei – népszerű családi túracélt jelentenek. A vízlépcsők felső szakaszát 1985-ben egy hegyomlás által okozott szökőár megrongálta, de megtisztították, helyreállították, és 1991-ben védett természeti környezetté nyilvánították. Autóval egészen Strödenig fel lehet menni, onnan az alsó vízlépcsők gyalogosan, kerékpárral vagy bérelt lovaskocsival megközelíthetők. A látványos vízeséseket kiépített tanösvényeken és túrautakon lehet bejárni.